# Eddy County, New Mexico
Eddy County är ett administrativt område i delstaten New Mexico, USA, med 53 829 invånare. Den administrativa huvudorten (county seat) är Carlsbad. 
Carlsbad Caverns nationalpark ligger i countyt. 

## Geografi
Enligt United States Census Bureau så har countyt en total area på 10 873 km². 10 832 km² av den arean är land och 41 km² är vatten. 

### Angränsande countyn
- Otero County, New Mexico - väst
- Chaves County, New Mexico - nord
- Lea County, New Mexico - öst
- Loving County, Texas - sydöst
- Reeves County, Texas - syd
- Culberson County, Texas - syd